# Alobiella borbonica
Alobiella borbonica là một loài rêu tản trong họ Cephaloziaceae. Loài này được (Stephani) Stephani miêu tả khoa học lần đầu tiên năm 1908.